# Octosporella ptilidii
Octosporella ptilidii är en svampart som beskrevs av Döbbeler 1988. Octosporella ptilidii ingår i släktet Octosporella och familjen Pyronemataceae.   Inga underarter finns listade i Catalogue of Life.